# Diaspididae
Diaspididae es una familia de insectos en la superfamilia Coccoidea y la más grande con unas 2650 especies descritas en unos 400 géneros. Las hembras de esta familia producen, como todas las cochinillas de la familia Diaspididae, un escudo protector pero además incorporan las exuvias de los dos primeros estadios de desarrollo, a veces, con materias fecales y fragmentos de la planta huésped como una especie de armadura. Esta armadura está separada del cuerpo del insecto pero queda tan bien fijada a la planta que permanece enganchada después de la muerte del insecto. Las hembras solo son móviles en la primera parte del primer estadio. Después de la primera muda, las ninfas pierden las patas y las antenas. Nunca producen melaza. Los machos de algunas especies son alados y con capacidad de volar.

## Tribus
- Aspidiotini
- Diaspidini
- Leucaspidini
- Odonaspidini
- Parlatoriini

Géneros sin asignar tribu
- Allokermes Bullington & Kosztarab, 1985
- Andaspis Macgillivray, 1921
- Annulaspis Ferris, 1938
- Aonidomytilus Leonardi, 1903
- Aspidaspis Ferris, 1938
- Aspidiella Leonardi, 1898
- Circulaspis MacGillivray, 1921
- Coronaspis MacGillivray, 1921
- Dactylaspis Ferris, 1937
- Pallulaspis Ferris, 1937
- Rungaspis Balachowsky, 1949